# Yohan Démont
Pour les articles homonymes, voir Demont.
Yohan Démont, parfois orthographié Yohan Demont, est un footballeur français devenu entraîneur né le 15 mai 1978 à Valenciennes. Ce joueur, principalement arrière latéral droit, évolue également au poste de milieu droit. 
Il est actuellement l'entraîneur principal de l'équipe réserve du Racing Club de Lens. 

## Carrière

### En club

#### AS Beauvais
Pré-formé à l'Union Sportive Valenciennes-Anzin, Yohan Démont commence sa carrière à l'AS Beauvais en 1995. Le club picard est alors en National. Il y fait sa formation une année, avant de passer professionnel lors de la saison 1996-1997. Pour sa première année en deuxième division, Démont y dispute 2 matches. Mais c'est avec les nombreux départs dus à la descente en National (1999-2000), que Yohan Démont signe son premier contrat professionnel et se fait une place dans l'effectif beauvaisien, et acquiert un statut de titulaire sous les ordres de Jacky Bonnevay en plus du premier titre de sa carrière (l'ASBO finit champion). De retour en Ligue 2, lors de la saison 2001-2002, il ne manque aucune minute des 38 journées. 

#### AC Ajaccio
Passé tout proche de la montée en première division, il est remarqué par Rolland Courbis et rejoint à l'été 2002 l'Athletic Club Ajaccien, qui a réussi son accession, terminant premier du championnat. Durant trois années au plus haut niveau, Démont s'impose pas à pas, et doit à chaque fois lutter pour le maintien du club corse.

#### RC Lens
En 2005, il signe au Racing Club de Lens. Il trouve une place de titulaire après les départs d'Éric Cubilier et de Jacek Bąk. Après deux premières bonnes saisons, Démont est quelque peu en difficulté vers la fin de l'ère Papin. Le club sera relégué en division inférieure. En Ligue 2, Yohan Démont décide de rester au RC Lens et devient l'une des pièces essentielles du groupe de Jean-Guy Wallemme, remportant le titre de champion de Ligue 2.
De retour en Ligue 1, le joueur s'impose une nouvelle fois comme un titulaire indiscutable. Mais pendant la saison 2009-2010 il rate deux penalty (Lens-Lyon et Lens-Marseille).
Lors de la saison 2010-2011 son entraîneur Jean-Guy Wallemme le promeut capitaine à la place de d'Eric Chelle. Il perdra ce brassard après s'être battu avec Nenad Kovačević le milieu défensif serbe  du Racing lors de la 10e journée de Ligue 1 face au FC Sochaux-Montbéliard (défaite 3 à 0 du RCL). Le brassard sera alors confié au Marocain Adil Hermach. Quelques jours plus tard, alors qu'il est en pleine discussion avec Michel Ettorre, Issam Jemâa les interrompt et une altercation éclate entre les deux hommes, forçant plusieurs personnes à les séparer. Énervé, Yohan frappe dans un mur et se fracture les phalanges de la main, ce qui le force à subir une opération et le contraint à cinq semaines d’indisponibilités. 
Il est nommé pour le Ballon de plomb 2010 qu'il remporte le 10 janvier 2011, ainsi qu'au Ballon de Plâtre qui récompense la blessure la plus stupide, mais ne le remporte pas, battu par César Delgado.
Lors de la saison 2011-2012, Yohan Démont a la confiance de son nouvel entraîneur, Jean-Louis Garcia. Il est même le meilleur joueur lensois du début de saison après sept journées de championnat de L2 avec deux passes décisives et deux buts contre Monaco (2-2) et contre Boulogne (2-0). Il est capitaine de l'équipe quelque temps.
La saison 2012-2013 est plus difficile tant sur le plan individuel que collectif. Le club est proche la zone de relégation et l'entraîneur Jean-Louis Garcia est vite débarqué. Malgré tout, le club se sauve et le joueur réalise une saison pleine en jouant presque tous les matchs de championnat.
Plus lié avec le club dans lequel il a passé huit saisons, Yohan Démont s'entraine avec la réserve en attendant une éventuelle prolongation qui ne viendra finalement pas puisqu'après s'être entretenu avec le nouveau coach, Antoine Kombouaré, ce dernier lui signifie qu'il ne compte pas sur lui. Il restera donc toute la saison en équipe réserve.
À la fin de la saison 2013-2014 et après un an passé dans l'équipe réserve du RC Lens, Yohan Démont met un terme à sa carrière professionnelle pour prendre en main les U11 du club nordiste.
En 2022, le magazine So Foot le classe dans le top 1000 des meilleurs joueurs du championnat de France, à la 834e place.

### Statistiques
| Saison                | Club                  | Championnat           | Championnat | Championnat | Coupe nationale | Coupe nationale | Coupe de la Ligue | Coupe de la Ligue | Compétition(s) continentale(s) | Compétition(s) continentale(s) | Compétition(s) continentale(s) | Total | Total |
| Saison                | Club                  | Division              | M.          | B.          | M.              | B.              | M.                | B.                | Comp.                          | M.                             | B.                             | M.    | B.    |
| 1996-1997             | AS Beauvais           | Division 2            | 2           | 0           | -               | -               | -                 | -                 | -                              | -                              | -                              | 2     | 0     |
| 1997-1998             | AS Beauvais           | Division 2            | -           | -           | -               | -               | -                 | -                 | -                              | -                              | -                              | 0     | 0     |
| 1998-1999             | AS Beauvais           | Division 2            | 8           | 0           | -               | -               | -                 | -                 | -                              | -                              | -                              | 8     | 0     |
| 1999-2000             | AS Beauvais           | National              | 26          | 2           | -               | -               | 3                 | 0                 | -                              | -                              | -                              | 29    | 2     |
| 2000-2001             | AS Beauvais           | Division 2            | 34          | 1           | -               | -               | 1                 | 0                 | -                              | -                              | -                              | 35    | 1     |
| 2001-2002             | AS Beauvais           | Division 2            | 38          | 3           | -               | -               | 1                 | 0                 | -                              | -                              | -                              | 39    | 3     |
| 2002-2003             | AC Ajaccio            | Ligue 1               | 18          | 1           | 2               | 0               | 1                 | 0                 | -                              | -                              | -                              | 21    | 1     |
| 2003-2004             | AC Ajaccio            | Ligue 1               | 20          | 3           | 1               | 0               | 1                 | 0                 | -                              | -                              | -                              | 22    | 3     |
| 2004-2005             | AC Ajaccio            | Ligue 1               | 33          | 2           | 2               | 0               | 1                 | 0                 | -                              | -                              | -                              | 36    | 2     |
| 2005-2006             | RC Lens               | Ligue 1               | 34          | 1           | 2               | 0               | 1                 | 0                 | CI+C3                          | 8+7                            | 0+0                            | 52    | 1     |
| 2006-2007             | RC Lens               | Ligue 1               | 36          | 2           | 3               | 1               | 1                 | 0                 | C3                             | 9                              | 0                              | 49    | 3     |
| 2007-2008             | RC Lens               | Ligue 1               | 31          | 1           | 1               | 0               | 4                 | 1                 | CI+C3                          | 2+3                            | 0+0                            | 41    | 2     |
| 2008-2009             | RC Lens               | Ligue 2               | 34          | 3           | 1               | 0               | 4                 | 1                 | -                              | -                              | -                              | 39    | 4     |
| 2009-2010             | RC Lens               | Ligue 1               | 37          | 1           | 4               | 0               | 1                 | 0                 | -                              | -                              | -                              | 42    | 1     |
| 2010-2011             | RC Lens               | Ligue 1               | 33          | 1           | 1               | 0               | -                 | -                 | -                              | -                              | -                              | 34    | 1     |
| 2011-2012             | RC Lens               | Ligue 2               | 35          | 2           | 1               | 0               | 3                 | 0                 | -                              | -                              | -                              | 39    | 2     |
| 2012-2013             | RC Lens               | Ligue 2               | 32          | 0           | 3               | 0               | 1                 | 0                 | -                              | -                              | -                              | 36    | 0     |
| 2013-2014             | RC Lens B             | CFA                   | 7           | 0           | -               | -               | -                 | -                 | -                              | -                              | -                              | 7     | 0     |
| Total sur la carrière | Total sur la carrière | Total sur la carrière | 458         | 23          | 21              | 1               | 23                | 2                 | -                              | 29                             | 0                              | 531   | 26    |

### Palmarès
- Champion de France de National : 2000
- Champion de France de Ligue 2 : 2009
- Coupe Intertoto : 2005
- Finaliste de la Coupe de la Ligue : 2008
- Nommé dans l'équipe type de Ligue 2 2008-2009 aux trophées UNFP.

## Sélection tunisienne
La femme de Démont étant tunisienne, il débute en juin 2010, une procédure de naturalisation afin de devenir tunisien et ainsi pouvoir être sélectionné en équipe de Tunisie,. Toutefois, le joueur ne sera jamais appelé.

## Vie privée
Yohan Démont est marié à Fatima, avec qui il a eu trois enfants. Un de ses enfants est un garçon prénommé Ange.
Une fille Kim et un autre garçon Diego.
Il est le beau frère de Souhad Ghazouani, championne du monde et paralympique en haltérophilie handisport.